# Климент X
Климе́нт X (лат. Clemens PP. X; в миру Эмилио Бонавентура Альтьери, итал. Emilio Bonaventura Altieri; 13 июля 1590[…], Рим — 22 июля 1676[…], Рим) — папа римский с 29 апреля 1670 года по 22 июля 1676 года.

## Ранние годы
Эмилио Алтьери родился 13 июля 1590 года в Риме, в семье Лоренцо Алтьери и венецианки Виктории Дельфини. Семья Алтьери принадлежала к древней римской знати и пользовались уважением в течение нескольких столетий. Иногда Алтьери заключали альянсы с родами Колонна и Орсини. Во время предыдущих понтификатов Алтьери занимали важные церковные должности.
После окончания учебы Альтьери был отправлен в помощь нунцию в Польше, а по возвращении в Рим назначен епископом Камерино. Папа Урбан VIII (1623—1644) поручил ему проведение работ, направленных на защиту территории Равенны от разлива реки По. Папа Иннокентий X (1644—1655) послал его в качестве апостольского нунция в Неаполь, где он оставался в течение восьми лет. Ему приписывают восстановление мира после восстания Мазаньелло. Папа Александр VII (1655—1667) вновь доверил ему миссию в Польшу.
Папа Климент IX (1667—1669) назначил его ответственным за финансы Церкви, а в 1667 году — секретарем Конгрегации епископов. Незадолго до своей смерти Климент IX сделал его кардиналом. К тому времени Алтьери было уже около семидесяти девяти лет, и Климент IX, делая его членом Священной Коллегии, сказал ему: «Вы будете нашим преемником».

## Избрание
После похорон Климента IX шестьдесят два кардинала 20 декабря 1669 года начали конклав. Сорок два голоса были необходимы для избрания папы, и бурная дискуссия продолжалась в течение четырех месяцев. Кардинал Джованни Конти получил двадцать два голоса, кардинал Роспильози, племянник покойного папы, — тридцать, или, как говорят некоторые, тридцать три, а кардинал Черри — двадцать три голоса.
Наконец, кардиналы договорились прибегнуть к старому способу избрания папы при отсутствии согласия — предложили тиару самому пожилому кардиналу, почти восьмидесятилетнему Эмилио Алтьери, отчасти это было обусловлено тем, что Эмилио будучи человеком высоких моральных качеств, был очень хорошим дипломатом, долго и ревностно служащим церкви. За него высказались пятьдесят девять кардиналов, а против — лишь два. Однако сам Алтьери возразил: «Я слишком стар, чтобы нести такую ношу». Указывая на кардинала Бранкаччьо, Алтьери сказал, что он — тот, кого следует избрать. Но в конце концов, со слезами на глазах, он принял папскую тиару и был коронован 11 мая под именем Климента X, в честь своего благодетеля, папы Климента IX.

## Папство
Восьмидесятилетний Папа усыновил своего племянника Палуццо, дав ему фамилию Алтьери и назначив кардиналом-непотом. Палуццо-Алтьери не замедлил обогатить собственную семью.
Как и все понтифики, Климент X отправил послания христианским правителям с призывом любить друг друга и доказывать свою любовь к Всевышнему с помощью доверия, щедрости и благоразумия. Особенно папа пытался наладить отношения между Испанией и Францией.

### Канонизация
12 апреля 1671 года Климент X канонизировал пять святых — Каетана Тиенского, Франсиско Борджа, Филиппа Бенития, Людовика Бертрана и Розу Лимскую.
Климент X подтвердил льготы, предоставленные папой Григорием XIII (1572—1585) Немецкому колледжу в Риме. 13 января 1672 года Климент X урегулировал формальности, которые необходимо было соблюдать при перемещении мощей святых со священных кладбищ. Никто не должен был перемещать такие реликвии без разрешения кардинала-викария. Они не должны были подвергаться почитанию верующих, если ранее этого не одобрил тот же кардинал.
В 1676 году Лоренцо Бернини создал одну из его последних статуй, бюст Климента X.

### Внешняя политика
11 ноября 1673 года гетман Ян III Собеский разбил турок под Хотином. Папская дипломатия была склонна поддержать Собесского в борьбе с Турцией, но при условии, что будут сохранены интересы Габсбургов. Победа Контрреформации в Польше должна была содействовать укреплению роли этой страны как «форпоста христианства на Востоке». Данную роль ей отвело папство ценой государственных и национальных интересов поляков.
В 1673 году в Рим прибыли послы от русского царя Алексея Михайловича. Он запросил у папы титул царя, который, однако, он уже возложил на себя. Папа помнил, что русский царь оказал сильную финансовую помощь Яну Собескому в борьбе против турецких захватчиков. Но Павел Гаврилович Менезий, шотландец, который был послом, так и не смог получить подтверждение царского титула Алексея Михайловича, хотя и был принят с большим радушием. Русский царь не исповедовал католическую веру, поэтому папа не решился разрешить ему носить царский титул, чтобы не ссориться с королём Польши.
Климент X, видя результаты миссионерства в Канаде, решил учредить там епископство Квебек, зависимое напрямую от Святого Престола. Первым епископом стал Франсуа де Монморанси-Лаваль.

### Местное управление
Между тем в Риме была причина опасаться неприятностей. Кардинал Палуцци-Алтьери, который был во главе правительства, решив увеличить доходы, установил новый налог в три процента на ввоз любых товаров в город, в том числе товаров для кардиналов и послов. Хотя правительство выразило недовольство, что послы превысили свои привилегии, дипломатический корпус проявил недовольство. Кардиналы также сначала жаловались, хотя и с умеренностью.
Палуцци утверждал, что Климент X в его собственном государстве может сделать все, что пожелает. Тогда послы Империи, Франции, Испании и Венеции послали своих секретарей требовать аудиенции у Папы Римского. Обер-камергер ответил, что папа в этот день занят, и так четыре дня подряд. Климент X, узнав, что произошло, заявил, что он не давал такой приказ. Тогда послы отправились на аудиенцию к Палуцци, но тот не только отказался их принять, но и закрыл двери и увеличил охрану в Папском дворце.
Конфликт продолжался в течение более чем одного года, и Климент X, который не любил скандалов, в конце концов передал этот вопрос на решение совету. Через некоторое время после этого кардинал Палуцци заявил, что на самом деле он никогда не относил послов к тем, на кого распространяется его указ.
Королева Швеции Кристина, принявшая католицизм и переехавшая в Рим в декабре 1655 года, вынудила Климента X запретить обычай прогонять евреев по улицам во время карнавала. В 1686 году она издала декларацию, по которой римские евреи были взяты под её защиту.

### Юбилейный год
В год 1675-й Климент X организовал празднование очередного Юбилейного года. Несмотря на свой возраст, он посетил церкви, сожалея, что подагра помешала ему совершить все паломничества, что он задумал. Он двенадцать раз являлся в больницу Троицы, чтобы омывать ноги паломникам, а после церемонии раздавал им подарки.

## Смерть
22 июля 1676 года мучения от подагры стали настолько сильными, что Климент умер. Ему было восемьдесят шесть лет, таким образом, он является самым пожилым папой XVII в. Климент X управлял церковью шесть лет, два месяца и двадцать четыре дня. Его гробница находится в базилике Святого Петра.

## Другие достижения
Климент трудился, чтобы сохранить мир в Европе, хотя этому угрожали амбиции Людовика XIV (1643—1715), заявлявшего претензии на контроль над церковными доходами. Он также украсил мост Сант-Анджело десятью статуями ангелов из каррарского мрамора, которые можно увидеть там до сих пор.
Климент X инициировал строительство двух фонтанов, украшающих Площадь Святого Петра.
Климент X обладая от природы добрым и мягким нравом, был очень успешным дипломатом. Он умел находить компромиссы и улаживать скандалы. Миролюбивая политика Климента X привела к увеличению престижа папского двора, временному перемирию между Францией и Габсбургами и распространению влияния католической церкви. Именно благодаря усилиям Климента, контрреформация одержала окончательную победу в Польше, сделав её одной из самых католических стран мира. Единственной его большой ошибкой можно признать назначение кардиналом своего племянника Палуццо, который портил жизнь папе как только мог.